# 150-я стрелковая дивизия (3-го формирования)

Знамя Победы

150-я стрелковая Идрицко-Берлинская ордена Кутузова дивизия (сокр. 150 сд) — воинское соединение РККА, принимавшее участие в Великой Отечественной войне.
Период вхождения в действующую армию: с 12 сентября 1943 года по 9 мая 1945 года.
30 апреля 1945 года части дивизии совместно с частями 171-й стрелковой дивизии штурмом овладели Рейхстагом.

## История

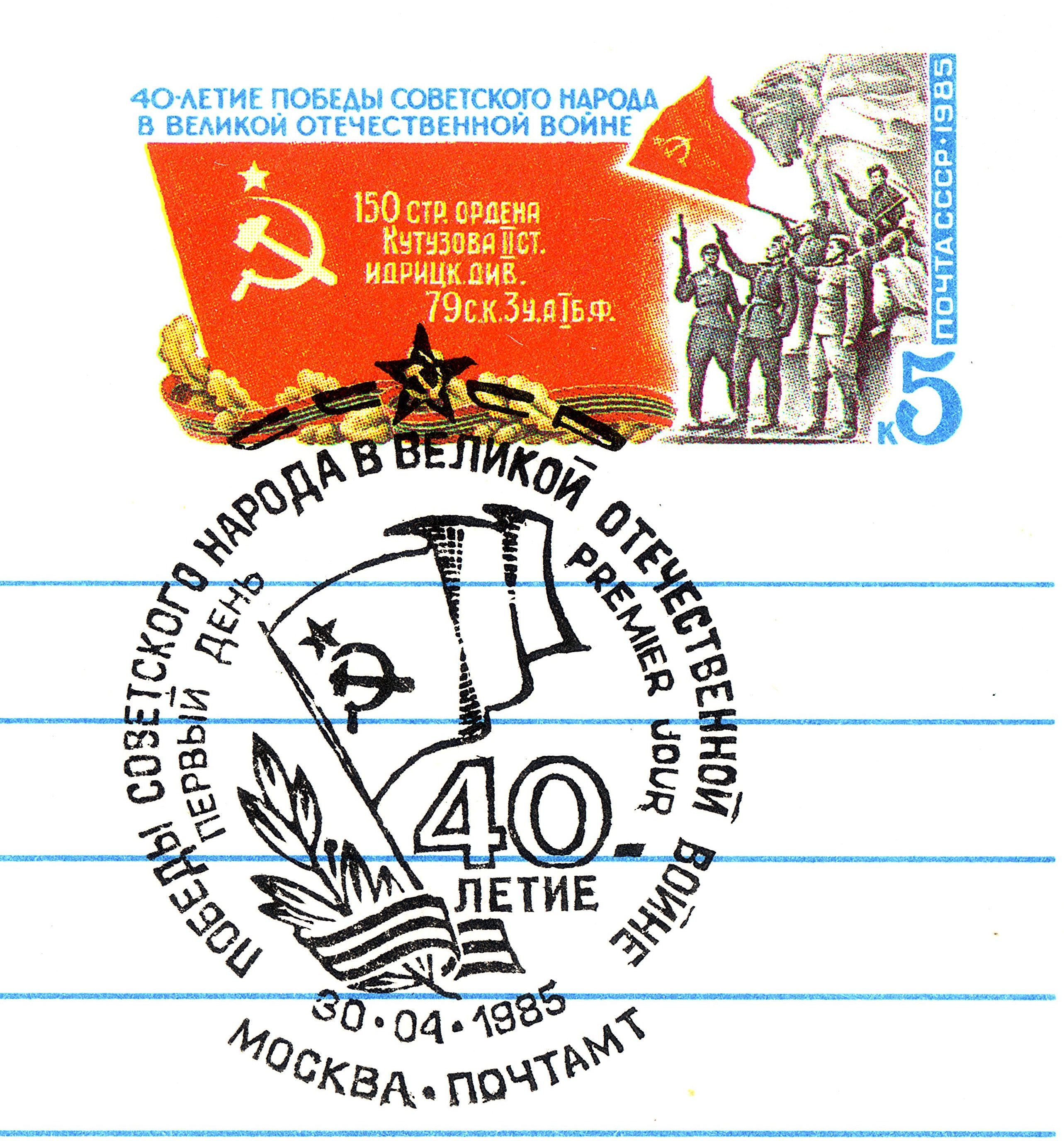
Знамя Победы дивизии на Бранденбургских воротах на оригинальной марке к 40-летию Победы, СССР, 1985

Сформирована в период с 8 по 17 сентября 1943 года в составе 34-й армии в районе Старая Русса на базе 127-й, 144-й и 151-й отдельных стрелковых бригад.
С 5 сентября 1943 года включена в состав 96-го стрелкового корпуса 34-й армии. C 12 сентября прикрывала Ильменское и Старо-Русское направление Северо-Западного фронта.
11 ноября 1943 года на основании приказа 34-й армии переброшена по железной дороге на станцию Великие Луки, где вошла в состав 6-й гвардейской армии 2-го Прибалтийского фронта. Позже вошла в состав 3-й ударной армии. В составе этих соединений прошла боевой путь от Невеля до Берлина.
22 апреля 1945 года в ходе Берлинской наступательной операции дивизия приняла от Военного Совета 3-й ударной армии знамя № 5, одно из девяти специальных знамён, предназначенных для водружения над рейхстагом. В ходе боя за Рейхстаг штурмовой флаг 150-й дивизии был установлен над главным входом в здание бойцами  674-го стрелкового полка (командиром 1-го стрелкового взвода 3-й стрелковой роты, лейтенантом Рахимжаном Кошкарбаевым и рядовым Григорием Булатовым). В последующем подобные знамёна были установлены в разных частях здания, в том числе Знамя Победы, водружённое на куполе Рейхстага воинами 756-го стрелкового полка дивизии: Алексеем Берестом, Михаилом Егоровым и Мелитоном Кантария. Сокращённое наименование дивизии указано на Знамени Победы.
По окончании Великой Отечественной войны дивизия вошла в состав Группы советских войск в Германии. В декабре 1946 года дивизия была расформирована.

## Новейшая история
В мае 2016 года Министерство обороны РФ обнародовало идею создания 150-й мотострелковой Идрицко-Берлинской ордена Кутузова дивизии. Дивизия разместилась на трёх полигонах в Ростовской области: Кузьминском, Кадамовском и Миллеровском. Инфраструктура военного городка для нового мотострелкового соединения в Новочеркасске возводилась с нулевого цикла.
По сообщению пресс-службы Южного военного округа, в Миллерово Ростовской области в мае 2016 года сапёры взорвали военный городок, чтобы завершить обрушение списанных зданий и сооружений. На освободившемся месте выстроена инфраструктура для размещения новосозданной мотострелковой дивизии.

## Состав
- 469-й стрелковый полк
- 674-й стрелковый полк
- 756-й стрелковый полк
- 328-й артиллерийский полк
- 224-й отдельный истребительно-противотанковый дивизион
- 175-я отдельная разведывательная рота
- 221-й отдельный сапёрный батальон
- 258-й отдельный батальон связи (258-я отдельная рота связи)
- 195-й медико-санитарный батальон
- 171-я отдельная рота химической защиты
- 152-я автотранспортная рота (151-й автотранспортный батальон)
- 287-я полевая хлебопекарня
- 65-й дивизионный ветеринарный лазарет
- 1813-я (3813-я) полевая почтовая станция
- 1746-я полевая касса Государственного банка[1]

## Награды и почётные наименования
| Награда (наименование)             | Кем награждена и дата награждения                                            | За что награждена |
| ---------------------------------- | ---------------------------------------------------------------------------- | --- |
| Почётное наименование «Идрицкая»   | присвоено приказом Верховного главнокомандующего № 0208 от 27 июля 1944 года | за отличие в боях с немецкими захватчиками за освобождение города и крупного железнодорожного узла Идрица |
| Почётное наименование «Берлинская» | присвоено приказом Верховного Главнокомандующего № 0111 от 11 июня 1945 года | за отличие в боях при овладении столицей Германии городом Берлин |
| Орден Кутузова II степени          | награждена указом Президиума Верховного Совета СССР от 26 апреля 1945 года   | за образцовое выполнение заданий командования в боях при прорыве обороны немцев восточнее города Штаргард и овладение городами Бервальде, Темпельбург, Фалькенбург, Драмбург, Вангерин, Лабес, Фрайенвальде, Шифельбайн, Регенвальде, Керлин и проявленные при этом доблесть и мужество |

Награды частей дивизии:
- 469-й стрелковый Краснознаменный[10] полк
- 674-й стрелковый Краснознаменный[10] полк
- 756-й стрелковый Краснознаменный[10]полк
- 328-й артиллерийский Краснознаменный[10]полк
- 224-й отдельный истребительно-противотанковый ордена Александра Невского[10] дивизион
- 221-й отдельный сапёрный ордена Александра Невского[10] батальон
- 258-й отдельный ордена Красной Звезды[10] батальон связи

## Командование дивизии

### Командиры дивизии
- Яковлев, Леонид Васильевич (08.09.1943 — 26.04.1944), полковник;
- Шатилов, Василий Митрофанович (01.05.1944 — 12.1946), полковник, с 2.11.1944 генерал-майор[11][12]

### Заместители командира дивизии по строевой части
- Негода, Алексей Игнатьевич (09.1943 — 14.05.1944), полковник;
- Бочков Пётр Андреевич (01.1945 — ), полковник[13]

### Начальники политотдела (он же заместитель командира по политчасти)
- Воронин Николай Ефимович (10.09.1943 — 01.07.1944), подполковник, с 12.04.1944 полковник;
- Артюхов Михаил Васильевич (01.07.1944 — 15.01.1946), подполковник[14]

### Начальники штаба
- Офштейн Израиль Абелевич (05.1944), ВРИД;
- Дьячков Николай Константинович (05.1944 — 1945), полковник[13]

## Отличившиеся воины
- Бердников, Николай Анфимович, старший сержант, командир орудия 328-го артиллерийского полка.
- Берест, Алексей Прокофьевич, лейтенант, заместитель командира 756-го стрелкового полка по политической части.
- Греченков, Пётр Афанасьевич, лейтенант, командир стрелкового взвода 674-го стрелкового полка
- Давыдов, Василий Иннокентьевич, капитан, командир 1-го батальона 674-го стрелкового полка
- Егоров, Михаил Алексеевич, сержант, разведчик 756-го стрелкового полка
- Зинченко, Фёдор Матвеевич, полковник, командир 756-го стрелкового полка, первый комендант рейхстага
- Кантария, Мелитон Варламович, младший сержант, разведчик 756-го стрелкового полка
- Клочков, Иван Фролович, младший лейтенант, командир огневого взвода артиллерии 469-го стрелкового полка
- Лысенко, Иван Никифорович, старший сержант, помощник командира взвода разведки 674-го стрелкового полка
- Неустроев, Степан Андреевич, капитан, командир 1-го батальона 756-го стрелкового полка
- Сальников, Алексей Степанович, старший сержант, командир орудия 674-го стрелкового полка
- Сьянов, Илья Яковлевич, старший сержант, командир взвода 756-го стрелкового полка
- Тытарь, Владимир Маркович, майор, начальник штаба 469-го стрелкового полка (посмертно)
- Шандалов, Юрий Абрамович, старший лейтенант, командир стрелковой роты 674-го стрелкового полка (посмертно)
- Шатилов, Василий Митрофанович, генерал-майор, командир дивизии
- Фоменко, Николай Максимович, старший лейтенант, командир батареи 76-мм пушек 469-го стрелкового полка
- Васильев, Михаил Васильевич, старший сержант, командир группы управления миномётной роты 469-го стрелкового полка.
- Ремнёв, Виктор Михайлович, старший сержант, помощник командира взвода 469-го стрелкового полка.
- Свилюков, Александр Фёдорович, старший сержант, разведчик 175 отдельной разведывательной роты.
- Солдатов, Алексей Ефимович, старший сержант, командир миномётного расчёта 674-го стрелкового полка.
- Фахретдинов, Тимирьян Зиганшинович, младший сержант, наводчик орудия 328-го артиллерийского полка.

Сыном 756-го стрелкового полка был Георгий Алексеевич Артёменков.

## Памятник
В мае 2022 года под Псковом открыт памятник 150-й Идрицкой стрелковой дивизии.